# Église Saint-Pierre-Martyr (Vérone)
L'église Saint-Pierre-Martyr (en italien, San Pietro Martire, également appelée San Giorgetto), est une église catholique désacralisée située à Vérone ; construite sur le parvis de la basilique Santa Anastasia, elle constitue une intéressante toile de fond à la place gothique. Les travaux de construction commencèrent en 1283 et elle fut consacrée le 24 avril 1354. À partir du milieu du XIVe siècle, elle fut concédée aux chevaliers « brandebourgeois » à la suite de Cangrande II della Scala ; plus tard elle passera à une confrérie laïque, à une famille noble et au couvent dominicain voisin. Supprimée pendant l'occupation napoléonienne, elle appartient aujourd'hui à la municipalité de Vérone.

## Description
De style gothique, sa composition apparaît relativement simple, mais harmonieuse. Sur la façade, il y a un portail enrichi d'un porche protiro, tandis qu'à l'intérieur se trouvent de nombreuses fresques, ainsi que des œuvres de Domenico Brusasorzi et Giovanni Maria Falconetto. À l'extérieur, sur le mur du fond, des arches médiévales sont installées.

### Extérieur

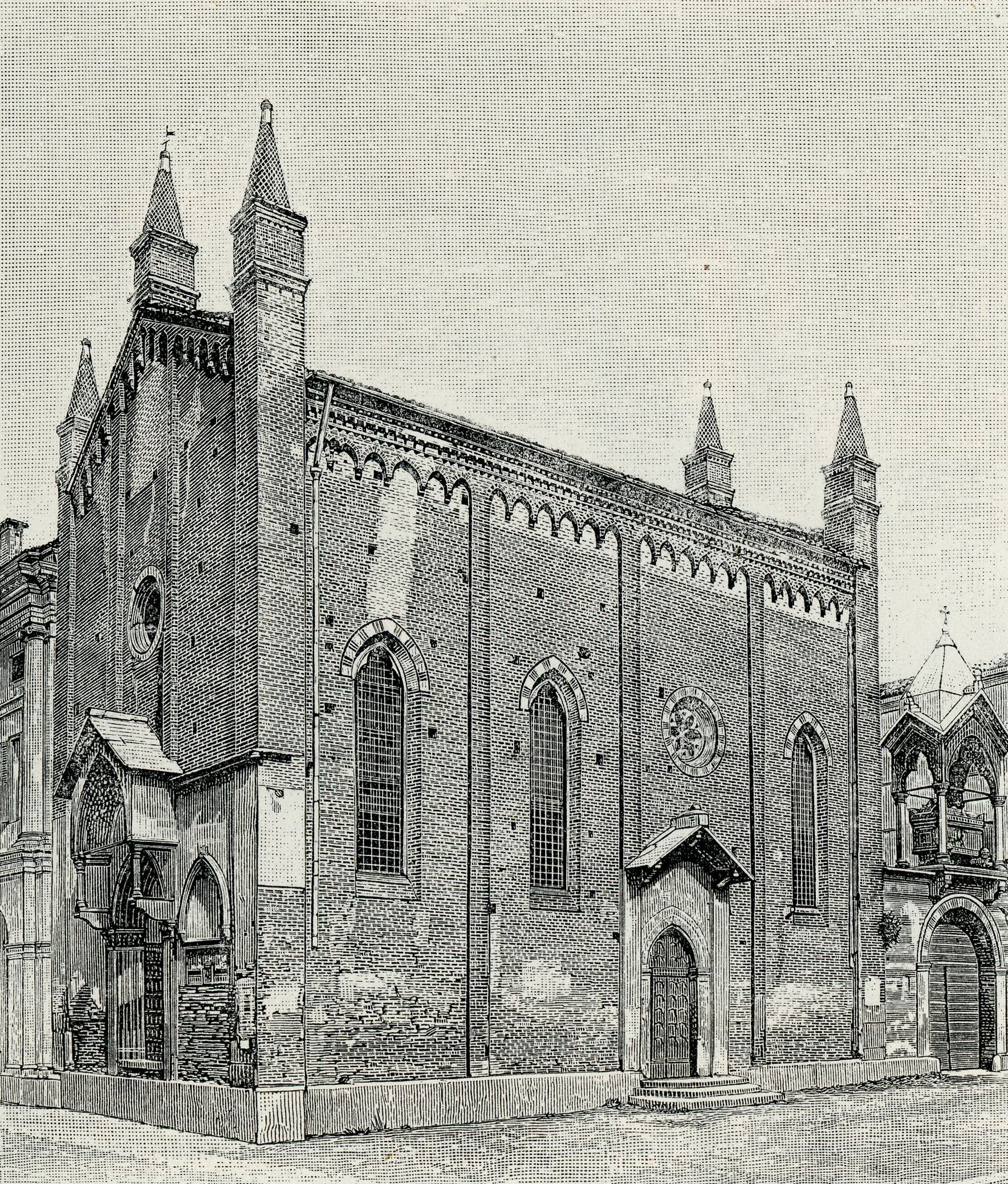
L'église dans un dessin du début du XXe siècle.

Les murs de l'église étaient en briques pleines, laissées apparentes à l'extérieur. La structure architecturale apparaît relativement simple de l'extérieur, avec une façade gothique divisée en trois bandes verticales. Un portail en ogive y donne accès. Au-dessus du porche se trouve une petite fenêtre en oculus. À droite du portail se trouve l'urne funéraire du célèbre docteur Bavarino Crescenzi, mort en 1346, représenté sur une plaque de marbre rouge : l'oeuvre est généralement attribuée au tailleur de pierre Rigino di Enrico.

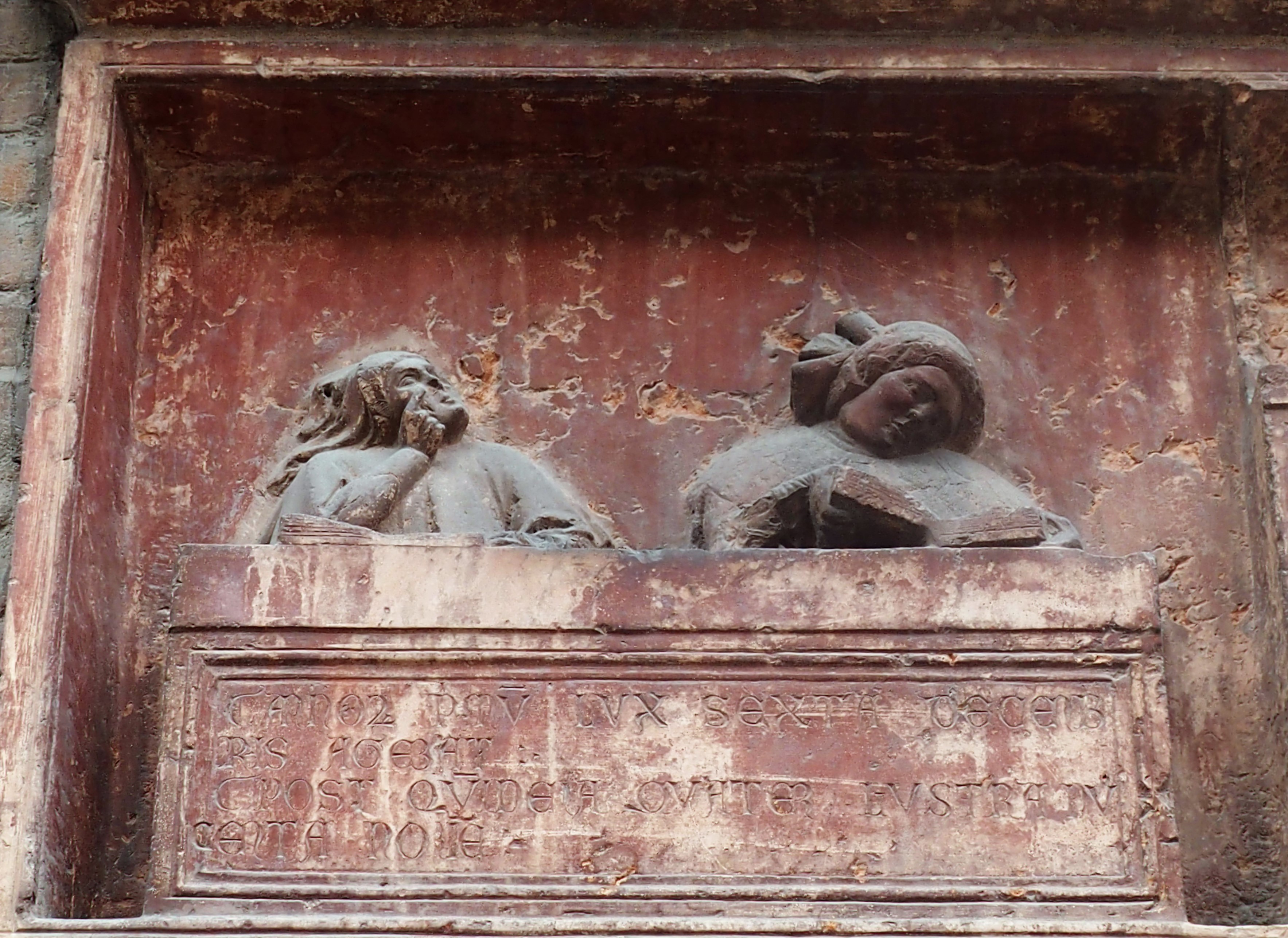
Détail de l'urne funéraire de Bavarino Crescenzi.

### Intérieur

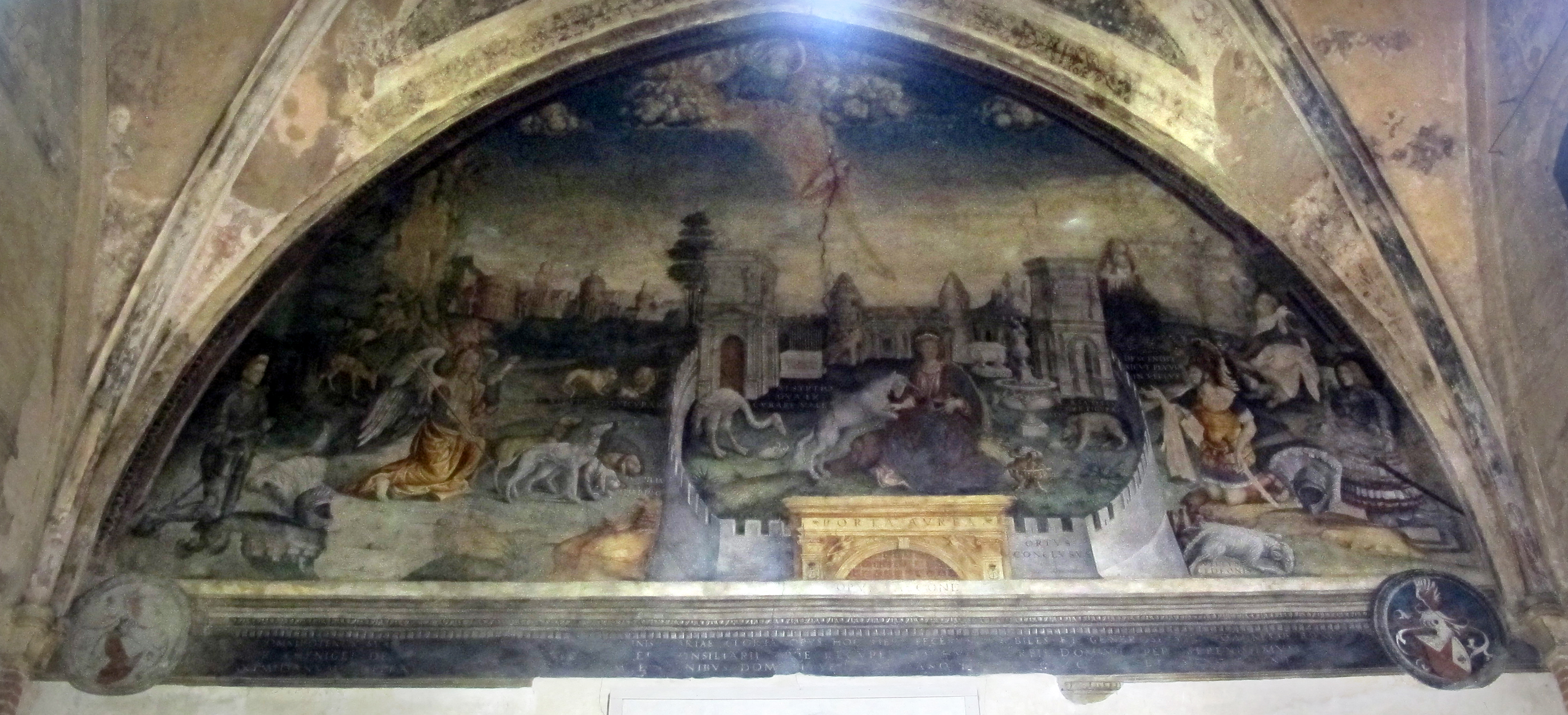
La fresque de Giovanni Maria Falconetto.

Comme l'extérieur, l'intérieur de l'église de San Giorgetto a également un aspect très simple, mais homogène. L'espace n'est divisé que par deux grandes travées dont les voûtes sont caractérisées par des nervures. Les murs longitudinaux, autrefois entièrement décorés de fresques, présentent une bande de fresques représentant des chevaliers présentés à la Vierge avec d'autres sujets, tandis qu'au-dessus se trouvent leurs armoiries. Cette scène est représentée plusieurs fois,.

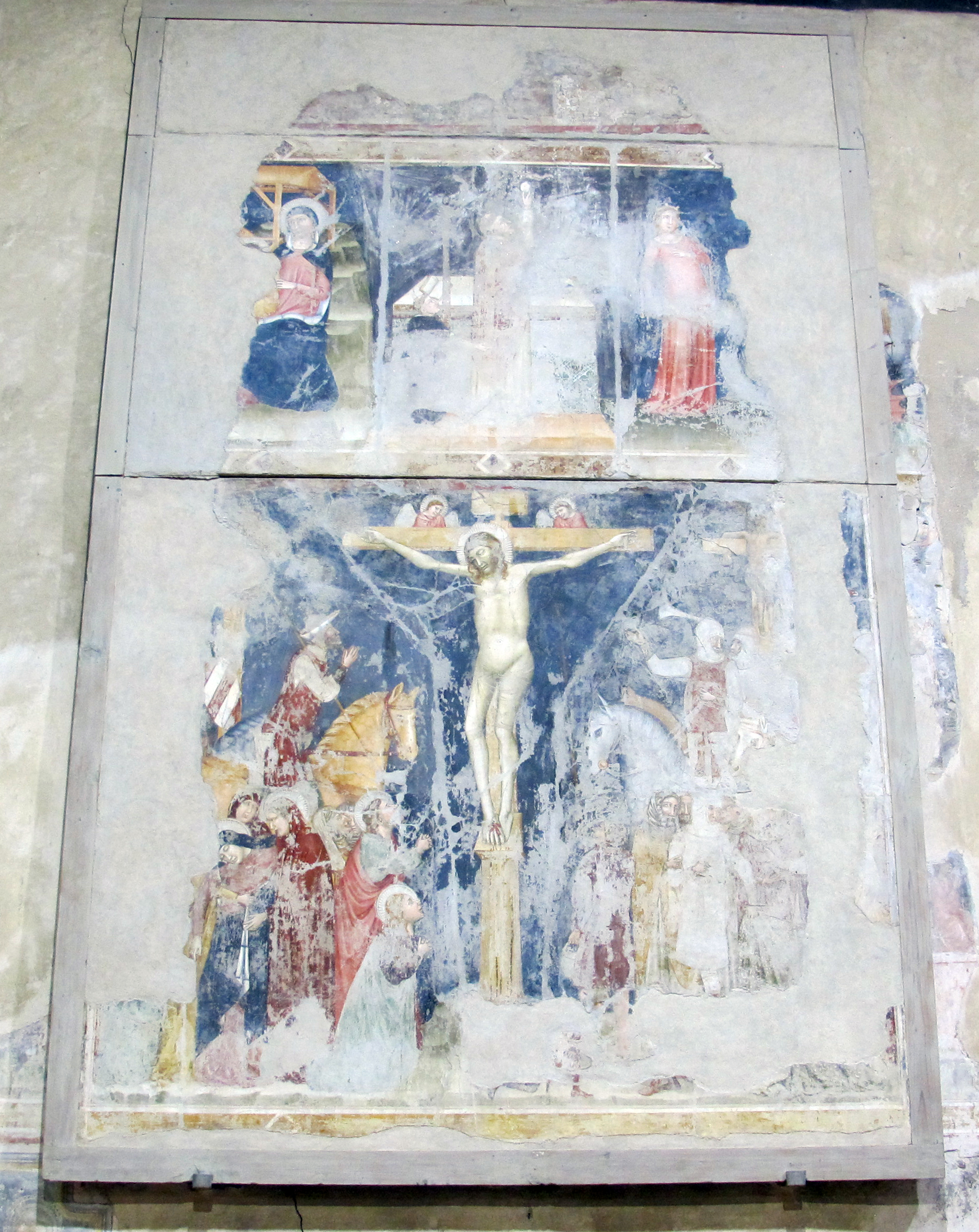
Crucifixion de Turone di Maxio.

Parmi les œuvres conservées, on peut citer deux représentations votives de la Vierge, des œuvres attribuées à Turone di Maxio, un crucifix et un Miracle de Bolsena placés au-dessus du maître-autel et probablement réalisés par un élève d'Altichiero, tandis que Domenico Brusasorzi est l'auteur d'une Madone apparaissant au très saint Pierre Martyr et saint Zénon,.

## Histoire
L'édifice religieux fut construit à partir de 1283 sur commande des dominicains qui l'utilisèrent, une fois consacré le 24 avril 1354, pour l'exercice du culte en attendant l'achèvement de la basilique adjacente. Vers le milieu du XIVe siècle, les chevaliers allemands  « brandebourgeois » à la suite de Cangrande II della Scala en firent leur chapelle, la décorant d'armoiries et de fresques votives parmi lesquelles saint Georges est représenté présentant le chevalier agenouillé à la Vierge. Abandonnée par les chevaliers, après être brièvement revenue aux dominicains, elle fut nommée en 1424 d'après le saint véronais San Pietro Martire à la suite de sa concession à la confrérie laïque du même nom. À partir de 1494, elle passa à la famille noble Salerni et, par la suite, à nouveau aux dominicains. Pendant l'occupation napoléonienne, elle a été confisquée puis vendue en 1807 par les Autrichiens à la municipalité de Vérone, qui en est toujours propriétaire.